# Јован III Велики Комнин
Јован III Велики Комнин (грч. Ιωαννης Μεγας Κομνηνος, око  1321 – 1362) је био трапезунтски цар од 1342. до 1344. из династије Великих Комнина. Био је син цара Михаила Великог Комнина (који је владао један дан 1341.) и Акрополитисе, ћерка Константина Акрополита.
Јован је већи део свог живота провео у Цариграду где је његов отац живео од око. 1297. године. Када је Михаило постао цар Трапезунта на један дан 1341. и брзо га је свргнуо и затворио мега дукс Јован Евнух, Јован је још увек био у Цариграду. Међутим, 1342. године, вође Схолараната, Никита Схоларије и Григорије Мицомат, посетили су га тамо и наговорили младића да дође са њима у Трапезунт и заузме престо. Уз одобрење византијске владе, група је кренула ка Трапезунту у септембру 1342. након што је затражила подршку три ђеновљанске галије, доводећи своју малу флоту од укупно пет бродова. После кратке, али жестоке борбе, Јован и његове присталице заузели су град 4. септембра, потпомогнути народним устанком у њихову корист. Након крунисања Јована III за цара, свргнута царица Ана Анахутлу је задављена, а њене присталице су погубљене или прогнане убрзо након Јовановог крунисања у цркви Пресвете Богородице Хрисокефале.
И Вилијам Милер и Џорџ Финлеј описују цара Јована III као слабог и раскалашног владара, коме је стало само до забаве, самозадовољства и луксуза; није показивао интересовање за сопственог оца који је остао заточеник мега дукса Јована Евнуха. Након смрти мега дукса, Никита је кренуо у Лимнију где је ослободио Михаила, а затим се вратио са њим у Трапезунт да свргне цара Јована III. Цар Јован III је 3. маја 1344. године протеран у манастир Светог Саве (где је држан под византијском стражом), а његов отац је враћен на престо.
Свргнутог цара је на крају његов отац протерао у Цариград, а одатле 1345. у Адријанопољ. Одатле је побегао 1357. године, и упутио се у Синопу да поврати свој престо, да би у том граду умро 1362. године. Михаило Панарет наводи да је цар Јован III имао сина, али не наводи и његово име; све што Панарет бележи о њему јесте да је 1363. побегао из заточеништва и побегао је прво у Кафу, а затим у Галату.